# Distretto di Nam (Daegu)
Nam (Hangŭl: 남구; Hanja: 南區) è un distretto di Daegu. Ha una superficie di 17,44 km² e una popolazione di 180.547 abitanti al 2006.